# Нижньосірогозька територіальна громада
Нижньосірогозька селищна громада — територіальна громада в Україні, в Генічеському районі Херсонської області. Адміністративний центр — селище Нижні Сірогози.
Площа громади — 1207,8 км², населення — 15 067 мешканців (2020).

## Населені пункти
У складі громади три селища (Дальнє, Нижні Сірогози і Сірогози) та 22 села:
- Анатолівка
- Богданівка
- Братське
- Верби
- Верхні Сірогози
- Верхні Торгаї
- Вільне
- Дем'янівка
- Догмарівка
- Донцове
- Заповітне
- Зернове
- Косаківка
- Нижні Торгаї
- Новоолександрівка
- Новопетрівка
- Новорогачинське
- Партизани
- Першопокровка
- Степне
- Урожайне
- Чеховка